# 대성중학교 (충북)
대성중학교(大成中學校)는 대한민국 충청북도 청주시 흥덕구 신봉동에 있는 사립 중학교이다.

## 학교 연혁
- 1935년 3월 26일 : 재단법인 청주상업학교 설립 인가(5년제, 250명)
- 1951년 8월 31일 : 대성중학교(3년제)와 청주상업고등학교(3년제)로 분리
- 1951년 9월 1일 : 대성중학교 개교(3년제, 학생정원 9학급 540명)
- 1952년 3월 31일 : 제1회 졸업(153명)
- 1958년 9월 3일 : 교사 이전(구, 청주대학 수동 399번지)
- 1960년 9월 10일 : 교사 이전(내덕동 261번지)
- 1971년 2월 25일 : 교사 이전[사운로 342(신봉동)]
- 1971년 9월 1일 : 본관 신축 준공(건평 630평 3층)
- 1997년 9월 8일 : 남녀 공학 실시 승인(학년 당 남자 6학급, 여자 2학급)
- 2001년 12월 15일 : 학교 급식 시설 준공
- 2010년 12월 24일 : 대성유도관 준공
- 2024년 1월 11일 : 제73회 졸업식(166명) (졸업생 총 26,627명)
- 2024년 3월 4일 : 2024학년도 신입생 입학(170명)
- 2024년 9월 1일 : 제27대 이해준 교장 취임

## 참고 자료
- 대성중학교 - 한국교육학술정보원 학교알리미